# Ballo in maschera

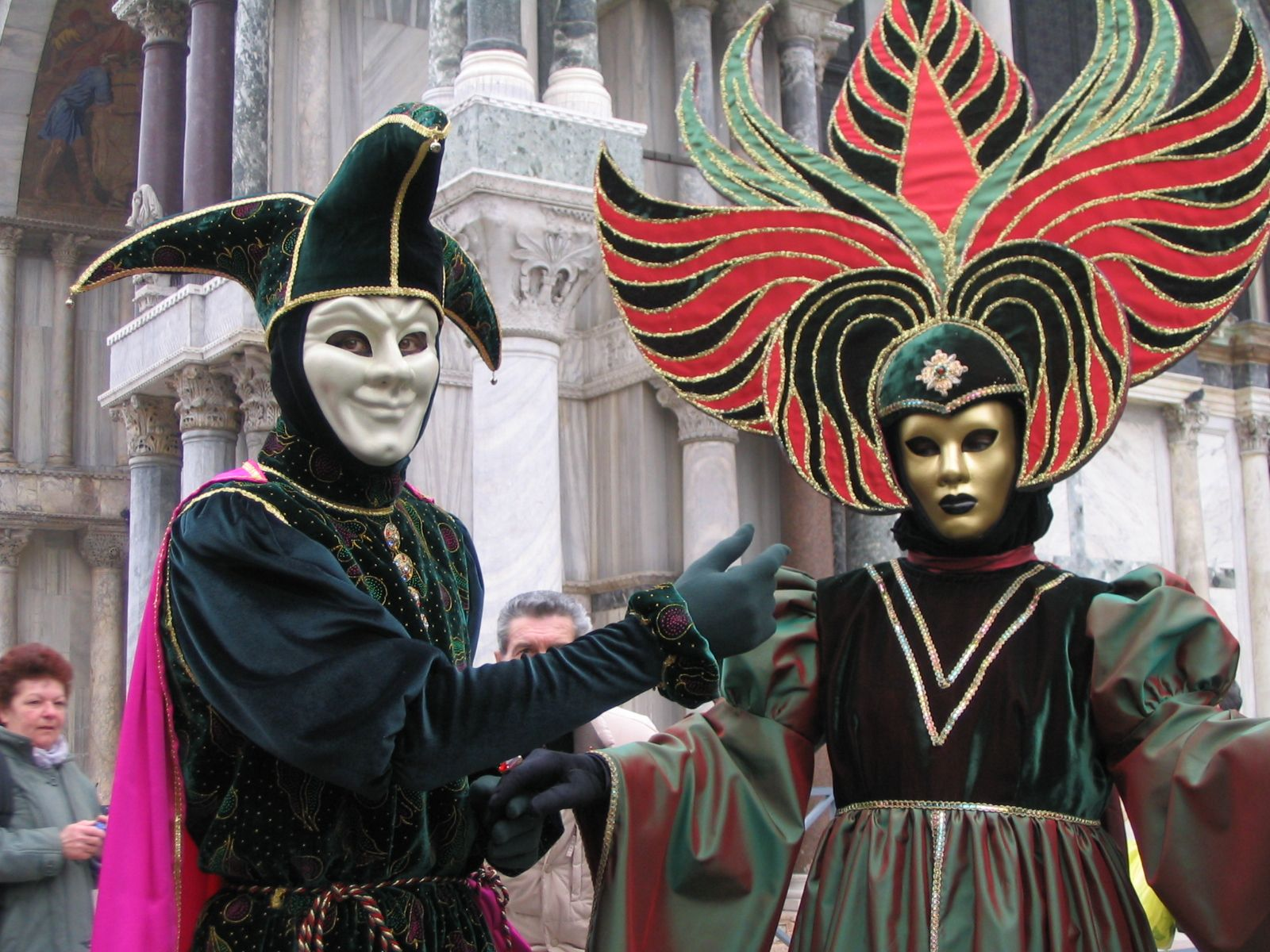
Persone mascherate durante il carnevale di Venezia

Il ballo in maschera è una festa, che avviene spesso in un contesto elegante e formale (spesso un atrio o una grande sala fatta appositamente per questo genere di eventi) e durante il quale i partecipanti ballano indossano maschere e costumi elaborati. Solitamente i balli in maschera si protraggono durante le ore notturne e i ballerini si possono togliere la maschera, rivelando così la loro vera identità, soltanto molto tempo dopo la mezzanotte.

## Storia
Sebbene esistano degli antecedenti nei rituali delle civiltà africane e nelle grandiose festività in costume del medioevo fatte per celebrare i ceti più ricchi, i primi balli in maschera iniziarono a essere festeggiati soltanto nelle principali città europee durante il diciottesimo secolo.  La tradizione attecchì in diverse città europee, tra cui Venezia, ove i ceti più poveri, approfittando dell'anonimato conferito loro dalle maschere che nascondevano il loro volto, prendevano parte a questi eventi riservati ai più altolocati. I balli in maschera continueranno a essere festeggiati durante il carnevale di Venezia fino ad oggi. Il conte svizzero John James Heidegger, mentre si trovava a Londra, partecipò a quello che è considerato uno dei primi balli di questo tipo. Stando a quanto riportò il tedesco Joachim Christoph Nemeitz, ai balli in costume che si tenevano a Parigi durante la prima metà del secolo partecipavano migliaia di persone. Anche il Mardi Gras di New Orleans, che oggi è una festa per tutti, era originariamente un evento elitario che,  tra il diciottesimo e il diciannovesimo secolo, fu proibito ai neri. Altri eventi analoghi vennero organizzati da Alva Vanderbilt (1883) e Truman Capote (1966). I balli in maschera sono tutt'oggi festeggiati in tutto il mondo in occasione della festa di San Valentino e il capodanno.